# Пражские анналы
Пражские анналы (лат. Annales Pragenses) — копия древних чешских анналов, сделанная около 1217 года пражским епископом Андреасом или каноником Винцентием. Охватывают период с 894 по 1220 гг. Сообщает главным образом об истории Чехии.

## Издания
- Annales Pragenses // MGH, SS. Bd. III. Hannover. 1839, p. 119—121[2].

## Переводы на русский язык
- Пражские анналы Архивная копия от 12 октября 2011 на Wayback Machine в переводе И. М. Дьяконова на сайте Восточной литературы